# Dustin Yang
Dustin Yang (sinh ngày 5 tháng 2 năm 1994) là một cầu thủ bóng đá người Singapore gốc Trung Quốc lai Việt Nam chơi ở vị trí tiền đạo cho câu lạc bộ bóng đá Chongqing Dangdai Lifan ở giải China Super League và Đội tuyển bóng đá quốc gia Singapore. Hiện tại anh được mượn ở Home United (Singapore). Anh có bố là ông Dương Tâm Đông là người gốc Trùng Khánh và mẹ là bà Nguyễn Thanh Linh là một người Việt Nam. Anh có thể nói tốt tiếng Anh và tiếng Trung, ngoài ra anh đang học thêm tiếng Việt